# КК Ловћен
КК Ловћен је црногорски кошаркашки клуб из Цетиња. Основан је 1947. године, а тренутно се такмичи у Првој лиги Црне Горе и у Другој Јадранској лиги.

## Историја
Кошарка на Цетињу почела је да се игра након завршетка Другог свјетског рата. Кошаркашки клуб Ловћен настао је као кошаркашка секција Гимнастичког друштва са Цетиња.
У непосредној близини старог фудбалског игралишта, у Његошевом парку, 1947. године, изграђено је прво кошаркашко игралиште на Цетињу.
Прво учешће Ловћена на неком такмичењу било је на трећем Првенству Црне Горе у јуну 1949. године на Цетињу. Поред Ловћена, на овом турниру учествовали су још титоградска Будућност, которски Бокељ и пљеваљски Рудар.
Од 1952. године, кошаркашко првенство у Црној Гори организовано је у два дијела: такмичење у зонама и финални дио. Ловћен се годинама такмичио у средњој зони и у више наврата учествовао на завршним турнирима за првака Црне Горе.
Педесетих година прошлог вијека, извршена је унутрашња реконструкција зграде ”Војног стана” и направљена велика фискултурна дворана за кошарку и рукомет.
Јединствена црногорска лига формирана је 1970. године и од тада је Ловћен њен стандардни учесник, гдје је био међу водећим екипама. Послије земљотреса, 80-их година, извршена је реконструкција и доградња велике спортске дворане у којој се и данас играју утакмице. Ловћен је 1983. године, успио да се пласира у Прву Б савезну лигу и био њен учесник, са прекидима, до 1992. године.
Од сезоне 1992/93, Ловћен је играо у Првој лиги СР Југославије, да би највеће успјехе постигао у другој половини деведесетих. Ловћен је тих година са успјехом играо у најквалитетнијем домаћем такмичењу, а са Цетиња су често поражени одлазили тимови као што су Партизан, Црвена звезда, Хемофарм, ФМП Железник и други.
Током 1997. године, Ловћен се први пут пласирао у четвртфинале прволигашког плеј-офа, а освајањем шестог мјеста 1998, уз пласман у плеј-оф, клуб је први пут изборио учешће у европским такмичењима. У Купу Радивоја Кораћа, Ловћен је одмјерио снаге са италијанском Ромом, словеначком Крком и израелским Хапоелом.
Најбољи прволигашки пласман, Ловћен је остварио 2001. године, када је уз скор 13-9 освојио четврту позицију.
У сезони 2003/04, Ловћен је наступао у регионалној Јадранској лиги. Те године на Цетињу су гостовали ”великани” европске кошарке: Цибона, Сплит, Црвена звезда, Олимпија…
Ловћен је био вицепрвак првог шампионата независне Црне Горе (2006/07), а исте године наступио је и у финалу Купа Црне Горе.
Најуспјешнија сезона била је 2009/10. Уз нови наступ у финалу плеј-офа националног кошаркашког шампионата, тим са Цетиња пласирао се и на фајнал-фор регионалне Балканске лиге у Софији. Након побједе у полуфиналу над македонском Фени индустријом, Ловћен је у финалу поражен од домаћина – Левског.

## Успеси
- Прва лига Црне Горе
  - Вицепрвак (2): 2006/07, 2009/10.

- Куп Црне Горе
  - Финалиста (2): 2007, 2011.

## Учинак у претходним сезонама
| Сез.     | Првенство Црне Горе | Куп Црне Горе | Регионално такмичење            | Европско такмичење |
| -------- | ------------------- | ------------- | ------------------------------- | ------------------ |
| 2017/18. | Полуфинале ПО       | Полуфинале    | Друга Јадранска лига — 6. место | —                  |
| 2018/19. | Полуфинале ПО       | Полуфинале    | Друга Јадранска лига — 7. место | —                  |
| 2019/20. | —                   | Полуфинале    | Друга Јадранска лига            | —                  |

## Познатији играчи
- Небојша Богавац
- Владимир Драгичевић
- Бојан Дубљевић
- Саво Ђикановић
- Горан Јеретин
- Иван Кољевић
- Данило Николић
- Ђуро Остојић
- Алекса Поповић
- Петар Поповић
- Дејан Радоњић